# Anemonia

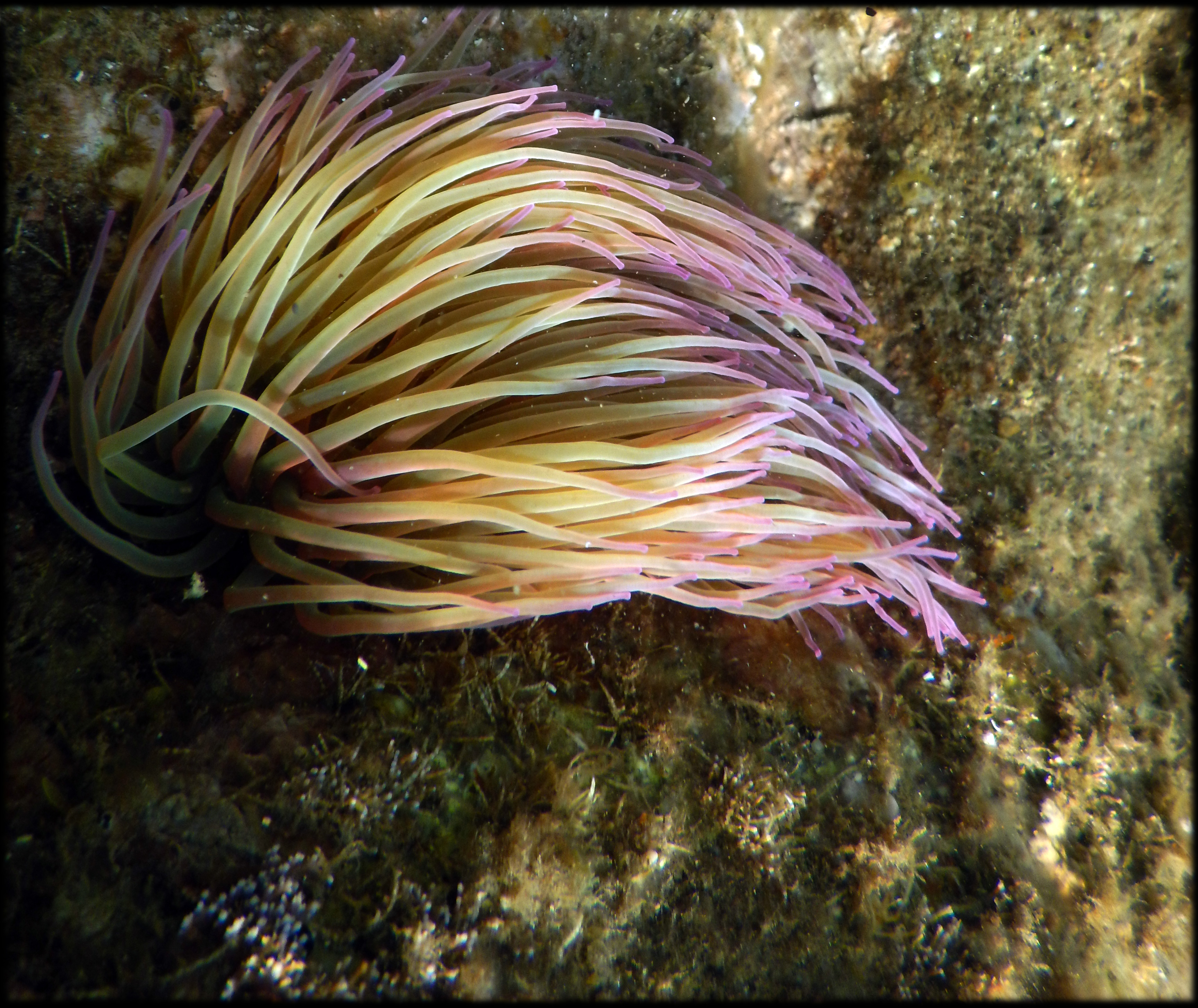
Anemonia viridis

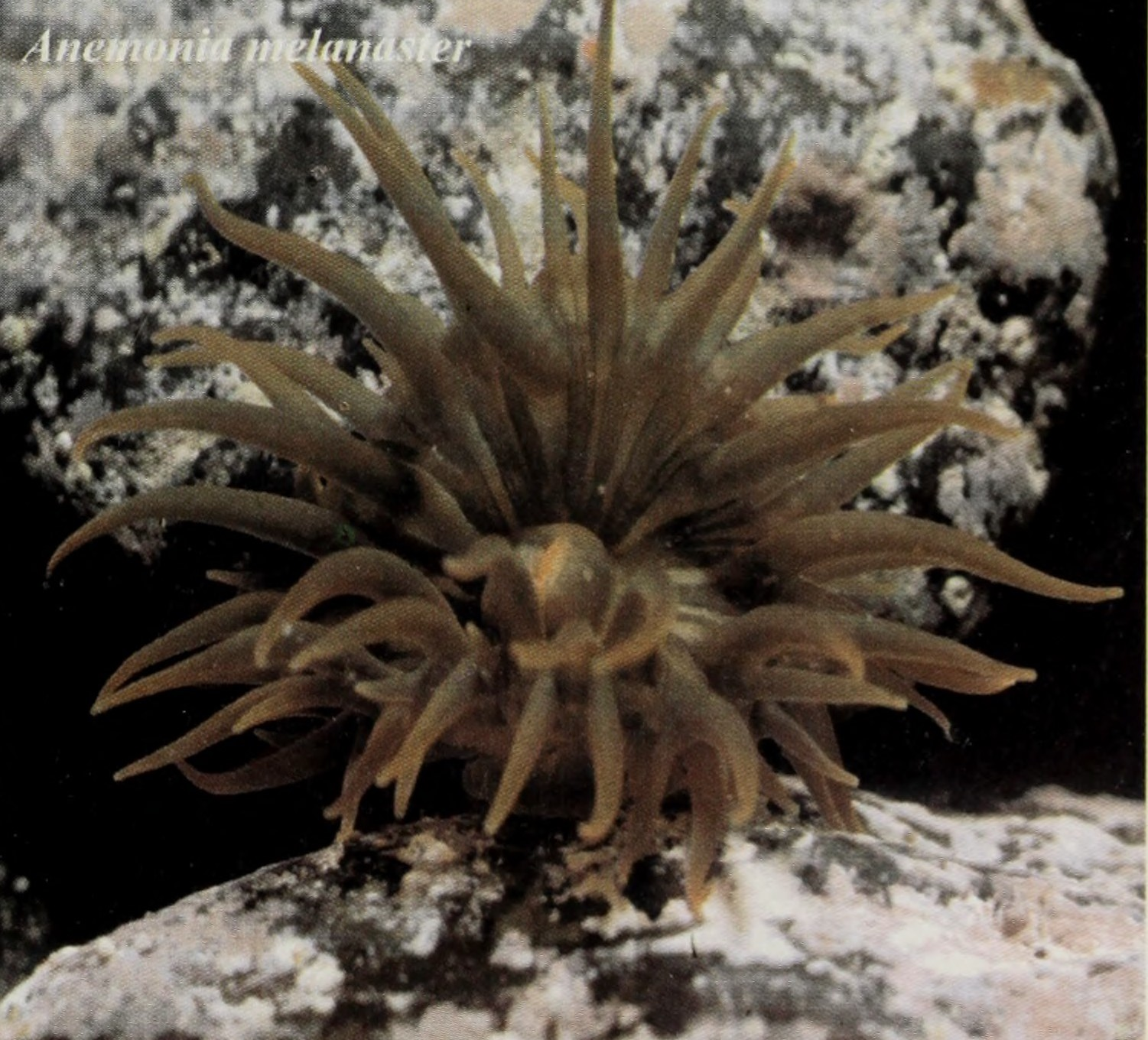
Anemonia melanaster

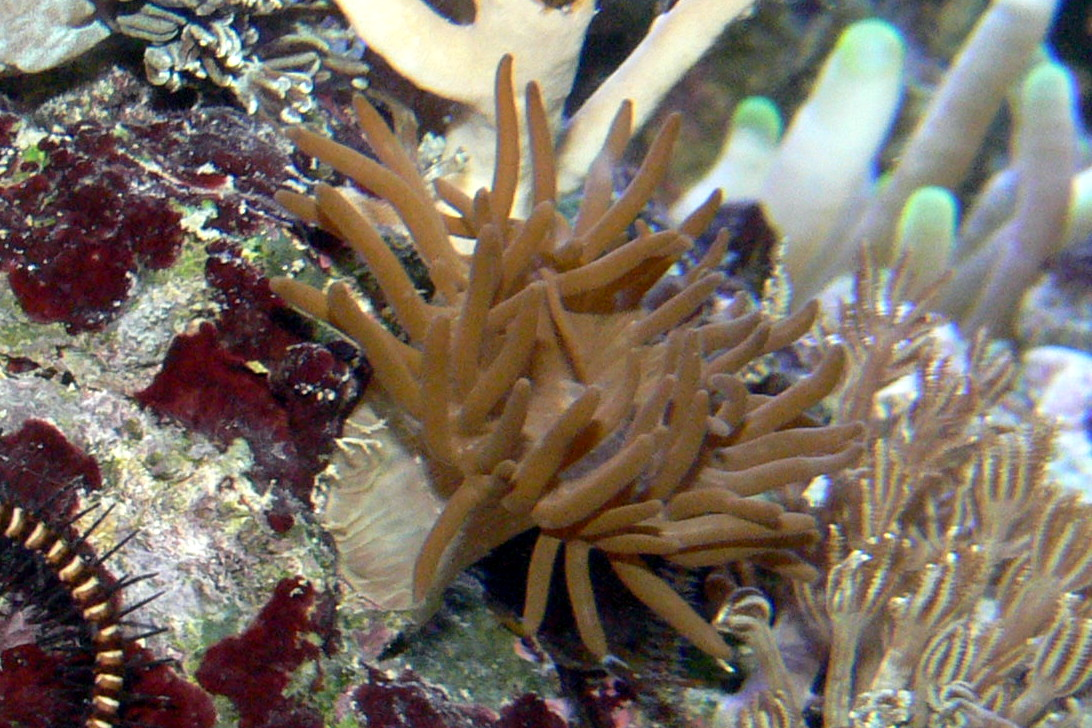
Anemonia manjano

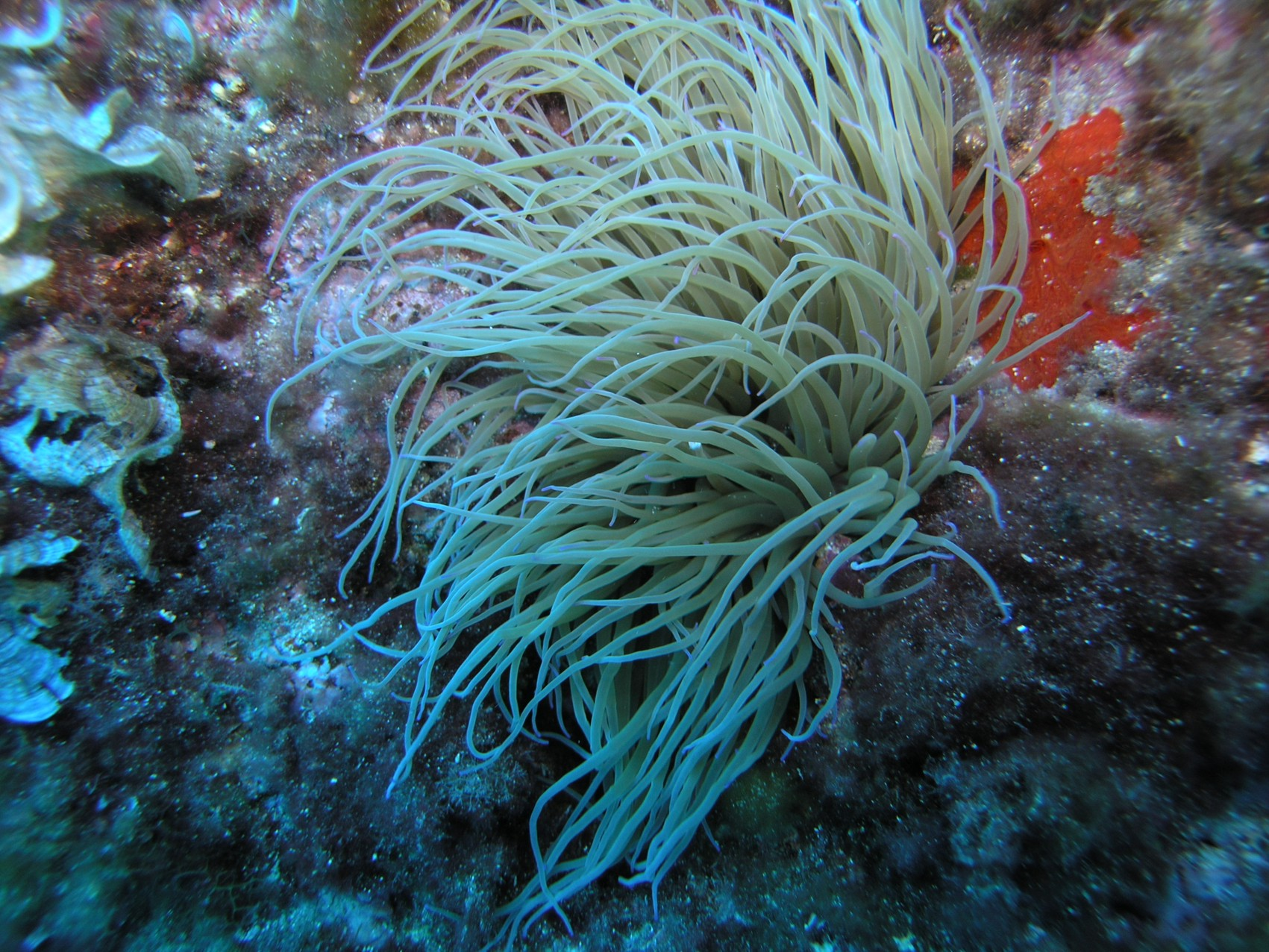
Anemonia sulcata

Anemonia es un género de anémonas marinas de la familia Actiniidae.
Algunas de sus especies, como A. viridis o A. sulcata, son comunes en las costas europeas, tanto atlánticas, como mediterráneas.

## Morfología
Su cuerpo es cilíndrico. Su extremo basal es un disco plano que funciona como pie, el disco pedal, que le permite desplazarse, y que en este género es amplio, y su extremo apical es el disco oral, el cual tiene la boca en el centro, y alrededor tentáculos compuestos de cnidocitos, células urticantes provistas de neurotoxinas paralizantes en respuesta al contacto. La anémona utiliza este mecanismo para evadir enemigos o permitirle ingerir presas más fácilmente hacia la cavidad gastrovascular. El margen del cuerpo está provisto de esférulas, aunque los ejemplares pequeños carecen de ellas en ocasiones.
El esfínter es escaso y difuso. Los sifonoglifos son variables en número y no siempre conectados con los músculos directivos. Cuentan con numerosos mesenterios perfectos. Los retractores son difusos.
Los tentáculos son retráctiles dentro de su columna, aunque raramente lo están, salvo cuando quedan al aire en mareas bajas, llenando la columna de agua marina hasta que el mar vuelve a cubrirlas. Cuentan con largos tentáculos, normalmente dispuestos irregularmente.
Los cnidocitos son de los tipos espirocistos, atrichos, basitrichos, microbasic p-mastigoforos, y posiblemente algunos holotrichos.

## Especies
El Registro Mundial de Especies Marinas acepta las siguientes especies en el género:
- Anemonia alicemartinae Häussermann & Försterra, 2001
- Anemonia antillensis Pax, 1924
- Anemonia cereus Contarini, 1844
- Anemonia chubutensis Zamponi & Acuña, 1992
- Anemonia clavata (Milne Edwards, 1857)
- Anemonia crystallina (Hemprich & Ehrenberg in Ehrenberg, 1834)
- Anemonia depressa Duchassaing de Fonbressin & Michelotti, 1860
- Anemonia elegans Verrill, 1901
- Anemonia erythraea (Hemprich & Ehrenberg in Ehrenberg, 1834)
- Anemonia gracilis (Quoy & Gaimard, 1833)
- Anemonia hemprichi (Klunzinger, 1877)
- Anemonia indica Parulekar, 1968
- Anemonia insessa Gravier, 1918
- Anemonia manjano Carlgren, 1900
- Anemonia melanaster (Verrill, 1901)
- Anemonia milneedwardsii (Milne Edwards, 1857)
- Anemonia mutabilis Verrill, 1928
- Anemonia natalensis Carlgren, 1938
- Anemonia sargassensis Hargitt, 1908
- Anemonia sulcata (Pennant, 1777)
- Anemonia viridis (Forsskål, 1775)

- Anemonia carlgreni (Lager, 1911) (nomen dubium)
- Anemonia contarinii (nomen dubium)
- Anemonia edulis (nomen dubium)
- Anemonia inaequalis (nomen dubium)
- Anemonia milne edwardsii (nomen dubium)
- Anemonia rustica (nomen dubium)

## Hábitat
Es un género de zonas litorales, que prefiere áreas expuestas a corrientes y soleadas. Frecuentemente en zonas intermareales y en piscinas. Se encuentran en rocas y grietas, así como ancladas a kelp o algas como Zostera marina. 
Su rango de profundidad es entre 0 y 183 m, y a temperaturas entre 5.27 y 28.15 °C.

## Distribución geográfica
Se distribuyen en aguas templadas y tropicales de los océanos Atlántico, incluido el mar Mediterráneo; Índico, incluido el mar Rojo; y Pacífico.

## Alimentación
Como la mayoría de las anémonas marinas, poseen algas simbiontes, llamadas zooxantelas. Las algas realizan la fotosíntesis produciendo oxígeno y azúcares, que son aprovechados por las anémonas, y se alimentan de los catabolitos de la anémona (especialmente fósforo y nitrógeno). No obstante, las anémonas se alimentan tanto de los productos que generan estas algas, como de las presas de plancton o peces, que capturan con sus tentáculos. Es un género predador carnívoro, cuyas especies se alimentan de peces pequeños, crustáceos y moluscos. También se alimentan de fitoplancton y zooplancton. También capturan materia orgánica disuelta del agua, como aminoácidos y glucosa, a través de células ectodermales de los tentáculos.

## Reproducción
Se reproducen tanto asexualmente, por fisión longitudinal, en la que el animal se divide por la mitad de su boca formando dos clones; o utilizando glándulas sexuales. La forma de reproducción más usual es la fisión longitudinal, que comienza por el disco basal, hasta que el animal se divide literalmente en dos partes. El proceso completo de división dura entre 5 minutos y 2 horas. Después de la división, cada animal cuenta con un incompleto anillo de tentáculos y una boca no centrada, que irán completando y centrando, respectivamente, con el paso de los días.  
Las gónadas ocupan entre el 6 y el 12% de la masa total del animal. En la reproducción sexual son hermafroditas, ovíparos, y de fertilización externa. Lo que significa que el esperma y los huevos, entre 11 y 100, son producidos separadamente, y expulsados y fertilizados fuera del cuerpo de la madre. El proceso de fertilización se completa en unas 3.30 horas. Las larvas resultantes se dispersan entre 1 y 10 km, y deambulan por la columna de agua entre 2 y 10 días, hasta que se asientan en el sustrato y se transforman a la forma pólipo.
Tienen una esperanza de vida entre 20 y 100 años.